# Traverella sallei
Traverella sallei is een haft uit de familie Leptophlebiidae. De wetenschappelijke naam van de soort is voor het eerst geldig gepubliceerd in 1935 door Navás.
De soort komt voor in het Neotropisch gebied.